# Dolmens de la Rouvière (Chanac)
Les dolmens de Rouvière sont un groupe de trois dolmens situés sur le causse de Sauveterre, sur le territoire de la commune de Chanac, dans le département de la Lozère en France.

## Dolmens

### Dolmen n°1
Le dolmen est du type simple (sans couloir) enserré dans un tumulus ovalaire de 10 m sur 7,70 m. L'orthostate côté nord (2,42 m de long) est demeuré en place mais celui du côté sud (1,87 m  de long) s'est incliné vers l'intérieur de la chambre. La chambre mesure 2,14 m de long, elle ouvre à l'est. Elle est recouverte d'une unique table de couverture (2,64 m de long sur 1,65 m de large et 0,35 m d'épaisseur) dont le poids est estimé à 4 tonnes. La table comporte à son extrémité ouest une petite cuvette, qui n'est pas une cupule, qui a été creusée à l'époque moderne par un berger pour abreuver son chien. Un affleurement naturel est visible à environ 30 m à l'ouest et pourrait correspondre au site d'extraction des dalles du dolmen.

### Dolmen n°2
Il est situé à un peu moins de 500 m au sud-est du dolmen n°1. Le tumulus inclut six tombelles.

### Dolmen n°3
Il est situé à un peu moins de 500 m au nord-ouest du dolmen n°1. Le dolmen, du type coudé, est encore en partie recouvert par sa table de couverture de forme carrée.

## Matériel archéologique
Les trois dolmens ont été fouillés en 1873 par le docteur Prunières. Le matériel recueilli est conservé au musée de l'Homme et étiqueté sous le nom dolmen du Sec. Il comprend des objets du Bronze moyen, du Bronze final et du premier âge du fer.